# Euchalcia viridis
Euchalcia viridis är en fjärilsart som beskrevs av Otto Staudinger 1901. Euchalcia viridis ingår i släktet Euchalcia och familjen nattflyn. Inga underarter finns listade i Catalogue of Life.